# Spartopteryx fuscaria
Spartopteryx fuscaria är en fjärilsart som beskrevs av Fernández 1932. Spartopteryx fuscaria ingår i släktet Spartopteryx och familjen mätare. Inga underarter finns listade i Catalogue of Life.